# John A. Watkins
John A. Watkins (* 8. März 1898 in Marion, Indiana; † 26. Februar 1973 in Indianapolis, Indiana) war ein US-amerikanischer Politiker. Zwischen 1949 und 1953 war er Vizegouverneur des Bundesstaates Indiana.

## Werdegang
Über die Jugend und Schulausbildung von John Watkins ist nichts überliefert. Später arbeitete er sein ganzes Leben lang in der Zeitungsbranche. In seinem Heimatstaat Indiana gab er verschiedene Zeitungen heraus. Im Ersten Weltkrieg diente er in den amerikanischen Streitkräften; während des Zweiten Weltkrieges gehörte er den US-Besatzungstruppen in Deutschland an und war Militärkommandant der Stadt Bamberg. Er war auch Mitglied zahlreicher Veteranenorganisationen. In den Jahren 1940 und 1941 war er Leiter der American Legion für Indiana.
Politisch schloss sich Watkins der Demokratischen Partei an. 1948 wurde er an der Seite von Henry Schricker zum Vizegouverneur von Indiana gewählt. Dieses Amt bekleidete er zwischen dem 10. Januar 1949 und dem 12. Januar 1953. Dabei war er Stellvertreter des Gouverneurs und Vorsitzender des Staatssenats. Nach dem Ende seiner Zeit als Vizegouverneur setzte er seine Tätigkeiten im Zeitungsgeschäft fort. Er starb am 26. Februar 1973 in Indianapolis.